# Tobie Mimboe
Tobie Bayard Mimboe (ur. 29 czerwca 1970 w Jaunde) – kameruński piłkarz występujący na pozycji obrońcy.

## Kariera klubowa
Mimboe karierę rozpoczynał w zespole Olympic Mvolyé. W latach 1993–1996 grał w Paragwaju. W 1993 roku występował w Deportivo Recoleta, w 1994 w Atlético Colegiales, a w 1995 w 12 de Octubre FC. W 1996 przeszedł do Cerro Porteño. W tym samym roku zdobył z nim mistrzostwo Paragwaju. Na początku 1997 roku odszedł do argentyńskiego San Lorenzo de Almagro. Przez pół roku w jego barwach rozegrał 7 spotkań.
W 1997 roku Mimboe został graczem tureckiego Gençlerbirliği SK z Süper Lig. W sezonie 1997/1998 zagrał tam w 8 meczach. Potem odszedł z klubu. Następnie był graczem chińskiego Shenyang Ginde. Występował tam w sezonach 2000 oraz 2001. W 2002 roku przeszedł do boliwijskiego The Strongest. W 2003 roku wywalczył z nim mistrzostwo faz Apertura oraz Clausura. W 2004 przeszedł do paragwajskiego Sportivo Luqueño, w którym zakończył karierę.

## Kariera reprezentacyjna
W reprezentacji Kamerunu Mimboe zadebiutował w 1994 roku. W 1996 roku znalazł się w drużynie na Puchar Narodów Afryki. Wystąpił na nim w spotkaniach z RPA (0:3), Egiptem (2:1) oraz Angolą (3:3). Z tamtego turnieju Kamerun odpadł po fazie grupowej.
W 1998 roku ponownie został powołany do kadry na Puchar Narodów Afryki. Zagrał na nim w meczach z Burkina Faso (1:0), Gwineą (2:2), Algierią (2:1) oraz Demokratyczną Republiką Konga (0:1). Tamten turniej Kamerun zakończył na ćwierćfinale.
W drużynie narodowej Mimboe grał w latach 1994-1998.